# معركة أراس (1914)
معركة أراس (المعروفة أيضًا باسم معركة أراس الأولى، 1-4 أكتوبر 1914). محاولة من قبل الجيش الفرنسي لتطويق الجيش الألماني الذي كان يحاول تنفيذ العملية ذاتها خلال عمليات «السباق نحو البحر»، وهي المحاولات المتبادلة من كلا الجانبين لاستغلال الظروف التي نشأت خلال معركة إين الأولى. في معركة بيكاردي الأولى (22-26 سبتمبر) هاجم كلا الجانبين متوقعين تقدم القوات حول الجناح الشمالي المفتوح ليكتشفا أن القوات قد وصلت من أقصى الجنوب ووسعت الالتفاف شمالًا.
هاجم الجيش العاشر بقيادة الجنرال لويس موداي القوات الألمانية المتقدمة في 1 أكتوبر ووصل إلى دواي، بينما هاجم الجيش السادس بقيادة ولي العهد الأمير روبريخت هجومًا مضادًا، إذ هاجمت ثلاثة فيالق من الجيش الألماني الأول والثاني والسابع جنوبًا. أُجبر الفرنسيون على الانسحاب نحو أراس واحتلت القوات الألمانية لنس في 4 أكتوبر. أُحبطت محاولات تطويق أراس من الشمال واستخدم كلا الجانبين التعزيزات لتنفيذ مناورة التفاف أخرى شمالًا في معركة لا باسيه (10 أكتوبر - 2 نوفمبر). انتهت مناورات الالتفاف المتبادلة في فلاندرز عندما وصل كلا الجانبين إلى ساحل بحر الشمال ثم نفذا هجمات مفاجئة خلال معركة إيبرس الأولى.

## خلفية

### التطورات الاستراتيجية
في 28 سبتمبر، أمر فالكنهاين بنقل جميع القوات المتوفرة إلى الجيش السادس عبر فلاندرز باتجاه الساحل لشن هجوم على الجناح الشمالي القائم حينها من قبل الفيلق الرابع والحرس والفيلق البافاري الأول بالقرب من أراس، وهو هجوم شنه سلاح الفرسان الثاني على الجناح الأيمن للجيش السادس، وتسريع العمليات عند حصار أنتويرب قبل أن يتم تعزيزه. اعتزم روبريخت وقف زحف الفرنسيين على الجانب الغربي من أراس والقيام بهجوم التفافي حول شمال المدينة.

## مقدمة

### معركة ألبرت، 25-29 سبتمبر
في 21 سبتمبر، قرر فالكنهاين تركيز الجيش السادس بالقرب من أميان للهجوم غربًا على الساحل ثم تطويق الجناح الشمالي الفرنسي جنوب نهر السوم. أجبر هجوم الجيش الفرنسي الثاني فالكنهاين على تحويل الفيلق الحادي والعشرين والفيلق البافاري الأول حال وصولهما لتوسيع الجبهة شمالًا من تشولنيس نحو بيرون في 24 سبتمبر ودحر الفرنسيين على نهر السوم. في 26 سبتمبر، تمركز الجيش الثاني على امتداد خط من لازيني إلى روي وبراي-سور سوم وتقدم سلاح الفرسان الألماني شمالًا لتمكين الفيلق البافاري الثاني من احتلال الأرض شمال نهر السوم. في 27 سبتمبر، أعاد سلاح الفرسان الألماني (بقيادة جورج فون دير مارويتز) الفرقتين الاحتياطيتين 61 و 62 بقيادة الجنرال جوزيف بروغير الذي حل محل الجنرال ألبرت داماد، لتطهير الجبهة أمام فيلق الاحتياط الرابع عشر كي يرتبط مع الجناح اليميني للفيلق البافاري الثاني. بدأت شعبة الجيش الفرنسية بالتجمع في أراس واكتشف موداي أنه بدلًا من القيام بمحاولة أخرى للالتفاف حول الجناح الألماني، كانت الشعبة مهددة بهجوم ألماني.
دحر الفيلق الاحتياطي البافاري الثاني والفيلق الرابع عشر الفرقة الإقليمية الفرنسية من بابوم وتقدموا نحو براي-سور سوم وألبرت. بين 25 و27 سبتمبر، دافع الفيلق الفرنسي الحادي والعشرون والفيلق العاشر شمال السوم بدعم من الفرق الإقليمية 81 و82 و84 و88 (بروغير) على الجانب الأيمن وفرق سلاح الفرسان الأولى والثالثة والخامسة والعاشرة (الجنرال كونو) إلى الجنوب الشرقي من أراس، دافعوا عن الطرق المؤدية نحو ألبرت. في 28 سبتمبر، تمكن الفرنسيون من إيقاف تقدم ألمانيا على الخط من ماريكورت إلى فريكورت وتشيبفال. أُعيق سلاح الفرسان الفرنسي من قِبل سلاح الفرسان الألماني بالقرب من أراس. في 29 سبتمبر، أضاف جوفري الفيلق العاشر الذي كان متواجدًا في أتشو، 32 كم (20 ميل) شمال أميان، وفيلق الفرسان الموجود جنوب شرق أراس وفيلق مؤقت تحت قيادة الجنرال فيكتور دوربال قائد الفرقتين الاحتياطيتين 70 و77 -واحدة في أراس والأخرى في لنس- للجيش العاشر الجديد.

## المعركة

### 30 سبتمبر-1 أكتوبر
وصلت فرقة فرنسية إلى أراس في 30 سبتمبر وصدت هجومًا ألمانيًا على نهر كوجول والأرض المرتفعة بالقرب من مونتشي لي بريوكس  في 1 أكتوبر. ثم دُحر الفرنسيين ببطء عن جويمابي ووانكورت و مونتشي لي بريوكس حتى وصول الفيلق العاشر. سُحب الفيلق الحادي عشر الفرنسي من الجيش التاسع وأُرسِل إلى أميان؛ بحلول 1 أكتوبر، أُرسل فيلقان آخران وثلاث فرق مشاة وفرقتا فرسان شمالًا نحو أميان وأراس ولنس وليل، ما أضاف للجيش الثاني ثمانية فيالق على امتداد جبهة بطول 100 كم (62 ميل). أصدر جوفري أمرًا لكاستيلناو بوقف محاولات الالتفاف على الألمان والتزام الدفاع. من الفيلق الشمالي للجيش الثاني والفرق الإقليمية وسلاح الفرسان المجاورة، أنشأ جوفري شعبة الجيش تحت قيادة الجنرال موداي. تقدمت الشعبة نحو أراس مع وجود فجوة جنوب الجيش الثاني تحت سيطرة الفرق الإقليمية. كان موداي مستعدًا لبدء هجوم على الجنوب الشرقي وراء أراس ولنس، ظنًا منه أن الشعبة ستُعترض فقط من قِبل حاجز سلاح الفرسان بدلًا من ثلاثة فيالق ألمانية كانت تتهيأ للهجوم.
أوقفت القوات الفرنسية تقدم الفيلق الاحتياطي الرابع عشر باتجاه الغرب، من بابوم نحو ألبرت وأميان. جابه أيضًا سلاح الفرسان والمشاة الفرنسيين خمس فرق فرسان ألمانية شمالًا أثناء حراستها الجناح الاحتياطي الرابع عشر. زادت التعزيزات الفرنسية من إمكانية مناورة التفاف فرنسية عكسية. أفاد العملاء بحشد القوات الفرنسية والبريطانية، بين أراس وليل وأن السكك الحديدية بين ليل ودواي وأراس كانت محمية بخط بؤرة استيطانية من أورشي إلى دواي وأراس. نُقلت فرقة الحرس الأولى والفيلق الرابع إلى الجناح الشمالي للفيلق الاحتياطي الرابع عشر للسماح لبعض فرق الفرسان بإعادة الانتشار. ثم سُحب الفيلق الاحتياطي البافاري الأول (بقيادة الجنرال كارل فون فاسبيندر) من لورين ونُقل إلى كامبراي وفالنسيان، بهدف التقدم من دواي في محاولة أخرى للتغلب على الفرنسيين. بدأ الفيلق في الوصول إلى أرتوا في 30 سبتمبر وأُمر قبل الظهر بالتقدم مع جميع الوحدات التي وصلت لبلوغ دواي قبل حلول الظلام. تقدمت خمس كتائب من الفرقة الاحتياطية البافارية الأولى إلى الشمال الغربي من كامبراي وغادرت أجزاء من فرقة الاحتياط البافارية الخامسة دينين متجهة غربًا أيضًا إلى دواي.
أوقفت القوات الفرنسية تقدم الفرقة الاحتياطية البافارية الخامسة في ليوارد، على بعد 6 كيلومترات (3.7 ميل) من دواي، حتى استُولي على القرية مساءً، وبعد ذلك توقفت الفرقة طوال الليل. قدمت كتائب فرقة الاحتياط البافارية الأولى أيضًا على بعد 6 كيلومترات (3.7 ميل) من دواي، بعد التغلب على القوات الفرنسية في كانتين وروكورت. وصلت بقية الكتائب نهارًا. أُمرت كلتا الفرقتين بالاستيلاء على المدينة في اليوم التالي واحتلال مناطق مرتفعة غربًا. توجب على الوحدات الداخلية محاصرة القوات الفرنسية في دواي، حيث طوقت الوحدات الجناحية المدينة والتقت في إسكيرشين في الشمال الغربي. فشلت عملية التطويق بسبب المسافة اللازم قطعها ومقاومة المناوشات الفرنسية ما أخر التقدم الألماني. أُحكمت السيطرة على دواي بحلول الليل وألقي القبض على 2000 سجين فرنسي بحلول 2 أكتوبر، معظمهم من الفرق الإقليمية. أدت الادعاءات القائلة بأن مدنيين أطلقوا النار على القوات الألمانية إلى تغريم المدينة بمبلغ قيمته 300000 فرنك. اجتمع فيلق الحرس الرابع والفيلق البافاري الأول على خط من أراس نحو دواي مقابل التقسيمات الإقليمية للجنرال بروغير وهاجموا في 1 أكتوبر ما أحبط الهجوم الذي أعدته الشعبة.